# Бронниково (Тюменская область)
Бронниково  — село в Тюменской области Тобольского района. Находится на берегу реки Иртыш, входит в состав Малозоркальцевского сельского поселения.

## Население
| 2010 |
| ---- |
| 26   |

## История
- Первые упоминание о деревне были отмечены в Дозорной книгу от 1623 года.
- Упоминание о селе было в газете "Тобольские губернские ведомости" от 1870 года. Автор Е.В. Кузнецов опубликовал статью "Село Брониковское".
- 1931 году был организован колхоз "Трудовик", в 1953 году произошло объединение в колхоз "Путь к коммунизму".